# Tom Cross
Thomas O. Cross (Milwaukee, 19 marzo 1969) è un montatore statunitense.

## Biografia
Nato da padre statunitense di origini irlandesi e madre vietnamita, ha vinto il premio Oscar per il miglior montaggio nell'edizione 2015 per Whiplash.

## Filmografia parziale
- The Space Between, regia di Travis Fine (2010)
- Any Day Now, regia di Travis Fine (2012)
- Whiplash, regia di Damien Chazelle (2014)
- Time Lapse, regia di Bradley D. King (2014)
- Niente cambia, tutto cambia (The Driftless Area), regia di Zachary Slusser (2015)
- Joy, regia di David O. Russell (2015)
- La La Land, regia di Damien Chazelle (2016)
- Hostiles - Ostili (Hostiles), regia di Scott Cooper (2017)
- The Greatest Showman, regia di Michael Gracey (2017)
- First Man - Il primo uomo (First Man), regia di Damien Chazelle (2018)
- No Time to Die, regia di Cary Fukunaga (2021)
- Babylon, regia di Damien Chazelle (2022)